# Олексенко Юрій Анатолійович
Юрій Анатолійович Олексенко (28 січня 1944, село Крисине, тепер Богодухівського району Харківської області) — радянський діяч, електрозварник виробничого об'єднання «Завод імені Малишева» в місті Харкові. Член ЦК КПРС у 1990—1991 роках.

## Життєпис
У 1963 році закінчив технічне училище в місті Харкові.
З 1963 по 1964 рік працював електрозварником Харківського заводу транспортного машинобудування імені Малишева.
У 1964—1967 роках — у Радянській армії. Член КПРС з 1967 року.
З 1967 року — електрозварник Харківського заводу транспортного машинобудування імені Малишева (виробничого об'єднання «Завод імені Малишева»).
У 1971 році закінчив Харківський автомобільно-дорожній технікум.